# Olívia Soares da Silveira
 Olívia Soares da Silveira  (Ilha Terceira, Açores, Portugal —?) foi uma poetisa portuguesa que, vivendo em Lisboa, mandava para a sua terra natal, para publicação no jornal da ilha terceira “A União”, conhecidas poesias.